# TeleNordest
TeleNordEst è un'emittente televisiva italiana con sede a Padova, in onda al canale 18 del digitale terrestre in Veneto e al canale 19 in Friuli-Venezia Giulia.

## Storia

### Tele Diffusione Europea
Nata nel 1984 a Selvazzano Dentro in Provincia di Padova, per opera di Giorgio Pinton, Paolo Masiero ed Enrico Maconi, già editori di R.T.R. Trasmetteva dal canale uhf 29, e proponeva film, telefilm, cartoni animati, programmi di folcklore e un tg locale. Dal 1991 al 1994 ha trasmesso per sei ore al giorno i programmi di MTV. Inoltre trasmetteva alcuni programmi prodotti da Telelombardia.
Nel 1997 l'emittente viene venduta a Mario Carraro che nel 2000 la cede al figlio Enrico Carraro i quali sono anche proprietari con la finanziaria Finaid spa del 10% di Telelombardia.

### TNE TeleNordEst
Nel 1999 l'emittente viene ceduta da Carraro a Giorgio Panto che la rinomina in TNE TeleNordEst. Nasce come progetto di tv di servizio per l'area del Nord-est italiano. Le caratteristiche sono l'uso della diretta, la presenza sul territorio, il contatto con il pubblico, l'aggiornamento continuo delle news, la produzione di speciali in diretta, la trasmissione di informazioni utili.
Il segnale di TNE TeleNordEst copriva le regioni Veneto e Friuli-Venezia Giulia, raggiungendo una potenziale utenza di quasi sei milioni di persone, con un ascolto quotidiano medio di circa 400.000 contatti, dato che la poneva fra le più quotate emittenti del Triveneto.
Il 1º aprile 2010 l'emittente viene sostituita dalla nuova emittente 7 News del Gruppo Tvision. A settembre 2012 l'emittente torna nuovamente a trasmettere in streaming sul sito internet del Gruppo TVision (Antenna Tre Veneto), mentre ad agosto era tornata anche sul digitale terrestre, sotto la proprietà di Rete Veneta. A partire da sabato 30 marzo 2013 ha trasmesso le partite della Liga spagnola stagione 2012-2013.
Il 19 agosto 2013 TNE TeleNordEst termina le trasmissioni sul digitale terrestre, sostituito da nordest.tv. Successivamente, TNE TeleNordEst è stato attivo in streaming via internet, come web TV, trasmettendo solamente televendite 24 ore su 24.
Nel maggio 2017 il canale, torna a trasmettere sul digitale terrestre, alla posizione 19, al posto di nordest.tv.
Dal 10 marzo 2022 il canale sul digitale terrestre in Veneto si trasferisce dal canale 19 al canale 18, in seguito al refarming delle frequenze per il rilascio dei canali della banda 700 alla telefonia 5G avvenuto l'8 marzo del medesimo anno.